# فيتز جيمس أوبراين
فيتز جيمس أوبراين (بالإنجليزية: Fitz James O'Brien)‏ هو كاتب خيال علمي وصحفي وكاتب وشاعر أمريكي وأيرلندي، ولد في 1828 في كورك في جمهورية أيرلندا، وتوفي في 6 أبريل 1862 في كمبرلاند في الولايات المتحدة بسبب كزاز.

## وصلات خارجية
- فيتز جيمس أوبراين على موقع الموسوعة البريطانية (الإنجليزية)
- فيتز جيمس أوبراين على موقع ميوزك برينز (الإنجليزية)
- فيتز جيمس أوبراين على موقع إن إن دي بي (الإنجليزية)